# Монморанси-Люксембург, Анжелика-Кюнегонда де
Анжелика-Кюнегонда де Монморанси-Люксембург (фр. Angélique-Cunégonde de Montmorency-Luxembourg; 18 января 1666 — 7 января 1736) — графиня де Дюнуа, светская аббатиса Пуссе.

## Биография
Дочь маршала Франции Франсуа-Анри де Монморанси-Люксембурга и Мадлен-Шарлотты-Бонны-Терезы де Клермон-Тоннер, герцогини де Пине-Люксембург.
Замуж вышла сравнительно поздно, 7 октября 1694, поскольку жестокий и скупой отец, имевший четверых сыновей, не хотел тратиться на приданое единственной дочери.
По словам герцога де Сен-Симона, ко времени вступления в брак

Мадемуазель де Люксембург была не так уж молода, хороша и умна, монахиней становиться не хотела, а приданого ей не давали.— Сен-Симон. Мемуары. 1691—1701, с. 167
Узнав о том, что герцогиня Мария Немурская собирается сделать Луи-Анри де Бурбон-Суассона, довольно темную личность, бастарда последнего графа Суассонского, князем Невшательским, сестра маршала герцогиня Элизабет-Анжелика Мекленбургская предложила выдать за него племянницу, которая тем самым приобрела бы вожделенный для семейства Монморанси-Люксембургов статус «иностранной принцессы».
Маршал не осмелился просить короля о возвышении бастарда при дворе, и предоставил сестре вести это дело. Герцогиня Мекленбургская явилась к Людовику XIV за разрешением на брак.

Король, не дослушав, прервал её, сказав, что месье де Люксембург ничего ему об этом не сообщал, но что он предоставляет ей делать все, что она и её брат сочтут нужным, однако надеется, что им не придет в голову просить титула для шевалье де Суассона, коего он ни при каких условиях оного не удостоит, и тем самым положил конец их химерическим мечтам. Свадьба тем не менее состоялась и была более чем скромно отпразднована в отеле Суассон тотчас же по возвращении месье де Люксембурга из армии. Мадам де Немур поселила новобрачных у себя, осыпала их деньгами, подарками, написала завещание в их пользу, а пока обеспечила регулярными доходами; она искренне полюбила и мужа, и жену, которые нигде не бывали и общались лишь с обитателями отеля Суассон.— Сен-Симон. Мемуары. 1691—1701, с. 167
18 марта 1699 получила от тетки Мари-Луиз-Клер д'Альбер-Люксембург почетную должность светской аббатисы капитула канонисс в Пуссе в Лотарингии.
Дети:
- Луиза-Леонтина-Жаклин де Бурбон-Суассон (24.10.1696—11.01.1721), называемая мадемуазель де Нёшатель, графиня де Дюнуа и Нуайе. Муж (24.02.1710): Шарль-Филипп д'Альбер, герцог де Люин (1695—1758)
- Мари-Шарлотта де Бурбон-Суассон (1701—1711), называемая мадемуазель д'Эстутвиль